# Đèo Baydar

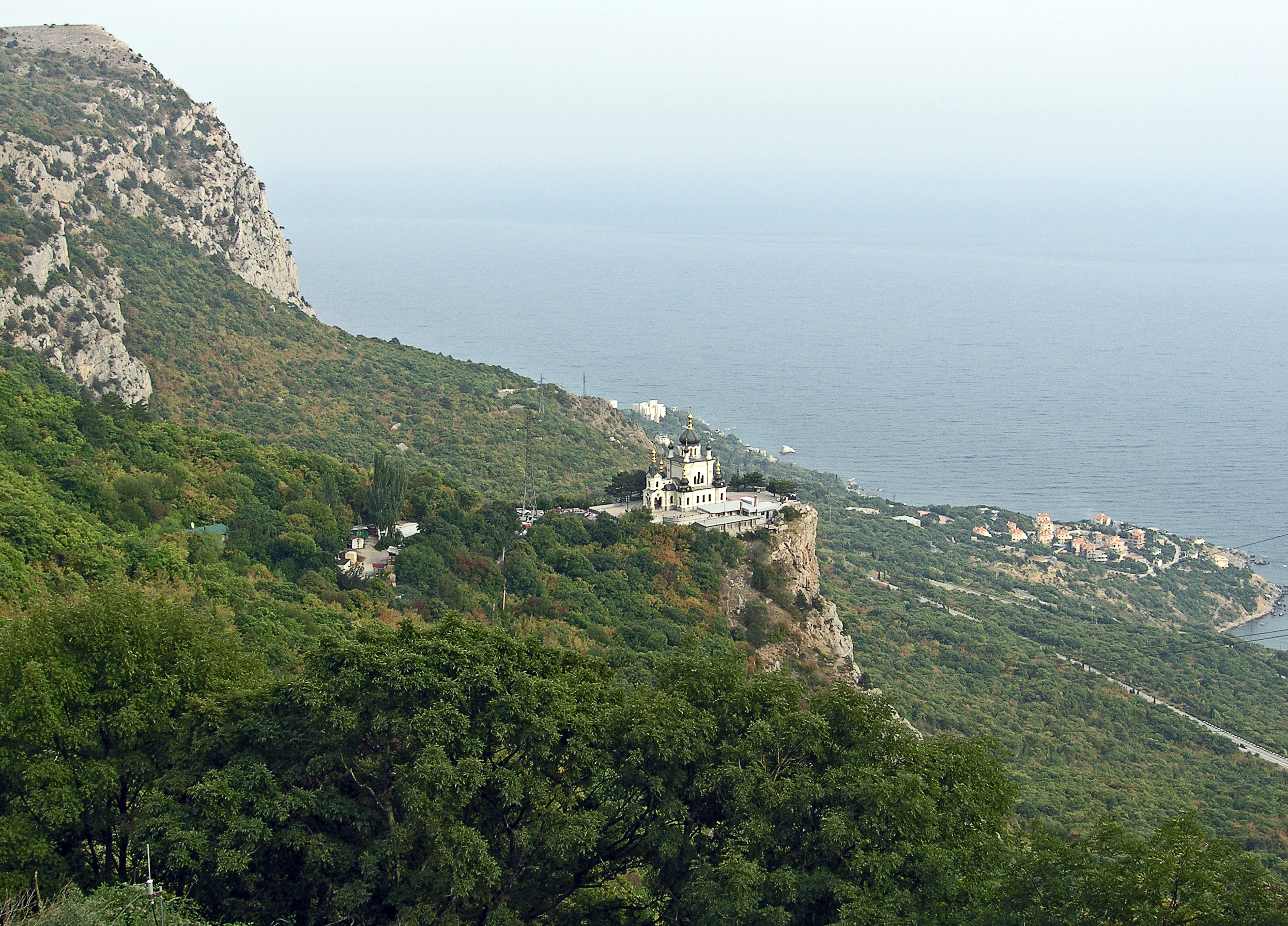
Quang cảnh Foros nhìn từ cổng đá Baydar

Đèo Baydar (tiếng Ukraina: Байдарські ворота; tiếng Nga: Байдарские ворота; tiếng Tatar Krym: Baydar boğazı) là một con đèo trên dãy núi Krym thuộc bán đảo Krym, miền nam Ukraina. Đèo nối thung lũng Baydar với bờ biển Đen. Đèo được bao xung quanh bởi núi Chelebi (cao 657 m) và núi Ckhu-Bair (cao 705 m). Xuyên qua đèo là tuyến đường Yalta-Sevastopol cũ kĩ có từ thập niên 1830, ngày nay ít người qua lại. Khi tuyến đường này được hoàn thành vào năm 1848, một cánh cổng (propylaea) được xây nên bằng đá vôi để kỉ niệm sự kiện này. Ngày nay cánh cổng mang phong cách kiến trúc tân cổ điển này vẫn còn. Từ đây du khách có thể phóng tầm mắt để ngắm phong cảnh đẹp ấn tượng.